# Vincenzo Gallucci
(Pier Giuseppe Cevese)
Vincenzo Maria Gallucci (Ferrara, 1º novembre 1935 – Verona, 10 gennaio 1991) è stato un cardiochirurgo italiano.

## Biografia

### Famiglia e formazione
Vincenzo Maria Gallucci nacque a Ferrara il 1º novembre 1935, primogenito di quattro figli, con il padre Mario Gallucci, medico originario di Marina di Gioiosa Ionica, e la madre Irene Longhini, laureata in Chimica e Farmacia, nata a Quistello in provincia di Mantova.
L'infanzia del giovane Gallucci, nonostante i drammi della guerra, scorre tranquilla e gli studi procedono regolarmente. Il ragazzo promette bene e dopo la scuola elementare a San Giovanni del Dosso, avviene il trasferimento nel collegio “San Luigi dei Barnabiti" di Bologna dove completa le scuole medie e il ginnasio Virgilio di Mantova.
La formazione universitaria di Gallucci alla Facoltà di Medicina dell'Università di Modena dura poco meno di cinque anni e si conclude con la laurea in Medicina e Chirurgia il 17 novembre 1959 con il punteggio a pieni voti cum laude, con la tesi dal titolo Alcune modificazioni biochimiche nella fatica muscolare dell'uomo.

### L'inizio della carriera medica (1960-1964)
A Padova entrò in contatto con il professore Massimiliano Aloisi, facendogli da assistente, e con il professor Pier Giuseppe Cevese che, dopo averlo convocato in Clinica, lo propose per la libera docenza in Chirurgia generale a Verona.
Nel 1960 entrò come assistente volontario nell'Istituto di Patologia Chirurgica diretto dal dottor Cevese, dove rimase fino al 31 ottobre 1963 per collaborare in ricerche sulla biochimica del collagene in varie condizioni patologiche sperimentali. Contemporaneamente si iscrisse alla Scuola di specializzazione in Chirurgia Generale dell'Università di Modena e iniziò a interessarsi dei problemi connessi con gli interventi di cardiochirurgia, in special modo con le alterazioni indotte sulle componenti del sangue nel corso della circolazione extracorporea. Nel 1963 si trasferì in Francia e per due mesi si trovò nel Dipartimento di Cardiochirurgia dell'Hôpital Broussais di Parigi diretto dal professor Charles Dubost, poi al suo ritorno partecipò attivamente al lavoro organizzativo del Centro di Cardiochirurgia dell'Istituto di Patologia Chirurgica.

### L'avventura americana (1964-1969)

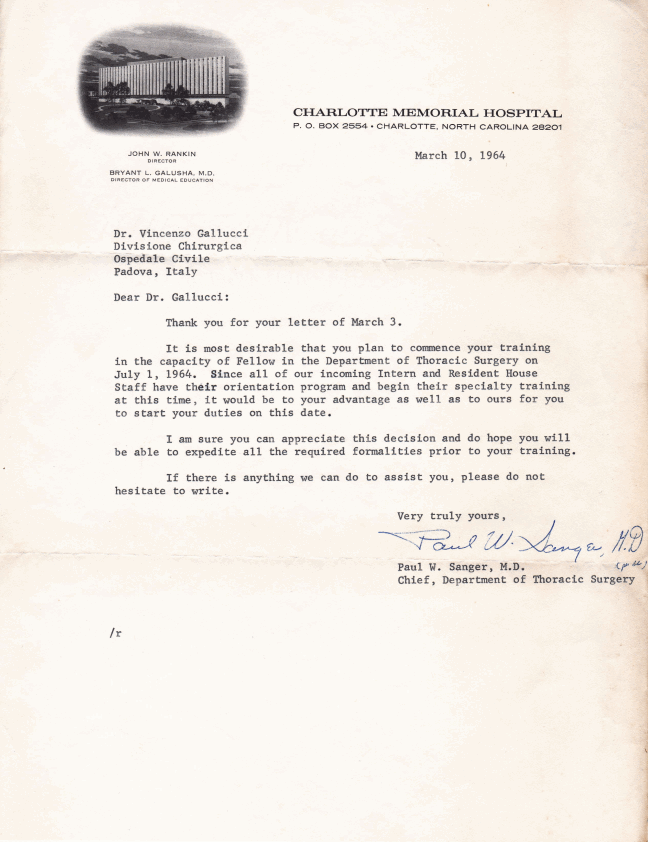
Invito da parte di Paul W. Sanger a Gallucci

Nel 1964 sostenne con successo l'esame dell'Educational Commission for Foreign Medical Graduates (ECFMG) per il riconoscimento della sua laurea in Medicina e Chirurgia da parte delle autorità mediche degli Stati Uniti: iniziò così la sua avventura americana.
Ottenne dal primo luglio 1964 un fellowship in Thoracic e cardiovascular surgery al Department of Thoracic Surgery al Charlotte Memorial Hospital, Carolina del Nord. Nello stesso dipartimento ottenne, poi, il posto di resident in Thoracic Surgery per due anni, dal primo luglio 1965 al 30 giugno 1967. Qui partecipò alle ricerche sperimentali sul by-pass parziale e totale del cuore destro, sugli aneurismi dell'aorta, sulla chirurgia delle carotidi.
Nel 1967 ottenne il posto di Resident in chirurgia alla Bayor University School of Medicine di Houston, in Texas, nel dipartimento diretto dal professor Michael E. DeBakey.
Rientrò in Italia nell'aprile del 1968 per sostenere gli esami di abilitazione alla libera docenza in Patologia generale.

### Il ritorno definitivo in Italia (1969-1991)
Nel gennaio 1969 si trasferì definitivamente in Italia dove gli venne assegnato un posto di ruolo, effettivo dal 16 agosto 1969, nel Centro di Cardiochirurgia della Clinica Chirurgica dell'Università di Padova diretta dal professor Cevese.
Nell'anno accademico 1970-1971 ottenne l'incarico all'insegnamento in Chirurgia Cardiovascolare all'Università di Padova, sede di Verona e successivamente, fino al 1991, anno della sua morte, nella sede di Padova.
Nel 1971 conseguì la specializzazione in Chirurgia Toracica all'Università di Bologna e l'abilitazione alla libera docenza in Clinica Chirurgica.
Nella sessione di esami del 1970 per Primari Ospedalieri, Vincenzo Gallucci ottenne l'idoneità a primario di Chirurgia Generale, mentre conseguì l'idoneità a primario di Chirurgia nella sessione successiva, quella del 1971-1972. Sempre nel 1972 ottenne la specializzazione in Cardioangiochirurgia all'Università di Torino. In quello stesso anno l'Università di Padova gli riconobbe le funzioni primariali al Centro di cardiochirurgia. Dal 16 agosto 1972 divenne Aiuto di ruolo alla Clinica Chirurgica dell'Università di Padova.
Nel 1973 e poi nel 1977 gli furono confermate definitivamente le abilitazioni alla libera docenza in Patologia generale e in Clinica Chirurgica Generale e Terapia Chirurgica. Nel concorso alla cattedra in Chirurgia Toracica all'Università di Catania ottenne la qualifica di Maturo. Relatore di numerosi congressi di Chirurgia Generale, Toracica, d'Urgenza e Cardiovascolare, presentò comunicazioni in innumerevoli congressi in Europa, Stati Uniti e Giappone. Fu titolare di corsi di insegnamento nelle Scuole di Specializzazione in Chirurgia Generale, Chirurgia Pediatrica, Chirurgia Cardiaca e Cardiologia all'Università di Padova e alla Scuola di Specializzazione in Chirurgia Toracica all'Università di Bologna. Dal 1979 fu membro dell'American Society of Thoracic Surgeons.
Nel corso della sua carriera svolse quasi novanta conferenze a Società mediche e chirurgiche. Fu, inoltre, autore di circa duecento lavori sperimentali e clinici, di cui sessanta pubblicati su riviste straniere.

#### Il primo intervento di trapianto del cuore in Italia

##### Preparativi e complicazioni burocratiche
Nel 1978 Vincenzo Gallucci fu il primo chirurgo operante in Italia a chiedere al ministero della Sanità di poter eseguire trapianti cardiaci. Nel settembre del 1985 il quotidiano Il Mattino di Padova pubblicò un'inchiesta sul problema dei trapianti di cuore e sulle otto équipe in attesa dell'autorizzazione, nella cui intervista rilasciata dal professor Gallucci si percepisce il clima di attesa del prossimo evento:
(Giornalista)
(Vincenzo Gallucci)

##### L'operazione
Nell'Ospedale regionale "Ca' Foncello" di Treviso fu prelevato il cuore per il primo trapianto avvenuto in Italia.
Nel 1985, un ragazzo di 18 anni, Francesco Busnello, fu ricoverato dall'8 novembre nel reparto rianimazione di neurochirurgia diretto dal prof. Carteri. Alle 11:00 del mattino del 12 novembre era entrato in coma profondo irreversibile e dal quel momento il suo encefalogramma era rimasto piatto. Trascorse le 12 ore previste dalla legge, la speciale commissione indicata nel decreto firmato dal ministro per la Sanità Degan, avendo costatato che per il tempo prescritto l'encefalogramma era rimasto piatto, stabilì che si poteva dichiarare sopravvenuta morte: poco più tardi ebbe inizio l'intervento per il prelievo del cuore e dei reni di Francesco Busnello, autorizzato dai familiari del giovane; il corpo del ragazzo fu trasferito alla sala operatoria della terza divisione chirurgica, diretta dal prof. Gaetano D'Ambrosio, dove il prof. Vincenzo Gallucci arrivò nel frattempo da Padova, portando con sé il contenitore a tenuta stagna con una soluzione mantenuta a + 4 °C, destinata al trasporto del cuore da Treviso a Padova.
L'operazione di prelievo del cuore di Francesco Busnello subì immediatamente un rallentamento a causa di un problema sopravvenuto non appena i chirurghi cominciarono il loro lavoro: il giovane donatore, infatti, presentò una emoglobina piuttosto bassa e di conseguenza si manifestò una difficoltà della circolazione dell'ossigeno nel sangue, difficoltà che fece soffrire tutto l'organismo, e principalmente il muscolo cardiaco. Dopo un rapido consulto con colleghi statunitensi sul problema dell'anemia insorto all'inizio dell'operazione, i sanitari decisero di prelevare dal corpo di Francesco Busnello solo il cuore, rinunciando al trapianto dei reni.
L'intervento di trapianto venne effettuato nella notte tra il 13 e il 14 novembre del 1985, presso l'Ospedale Civile di Padova (attuale Azienda Ospedaliera di Padova).
Il prof. Gallucci entrò nel reparto di cardiochirurgia da una porta secondaria e si recò subito nella sala operatoria, dove Ilario Lazzari era già pronto per ricevere il nuovo organo e i medici della squadra avevano già provveduto ad aprire il torace del paziente, in modo da evitare ogni possibile tempo morto.

##### Decorso post-operatorio

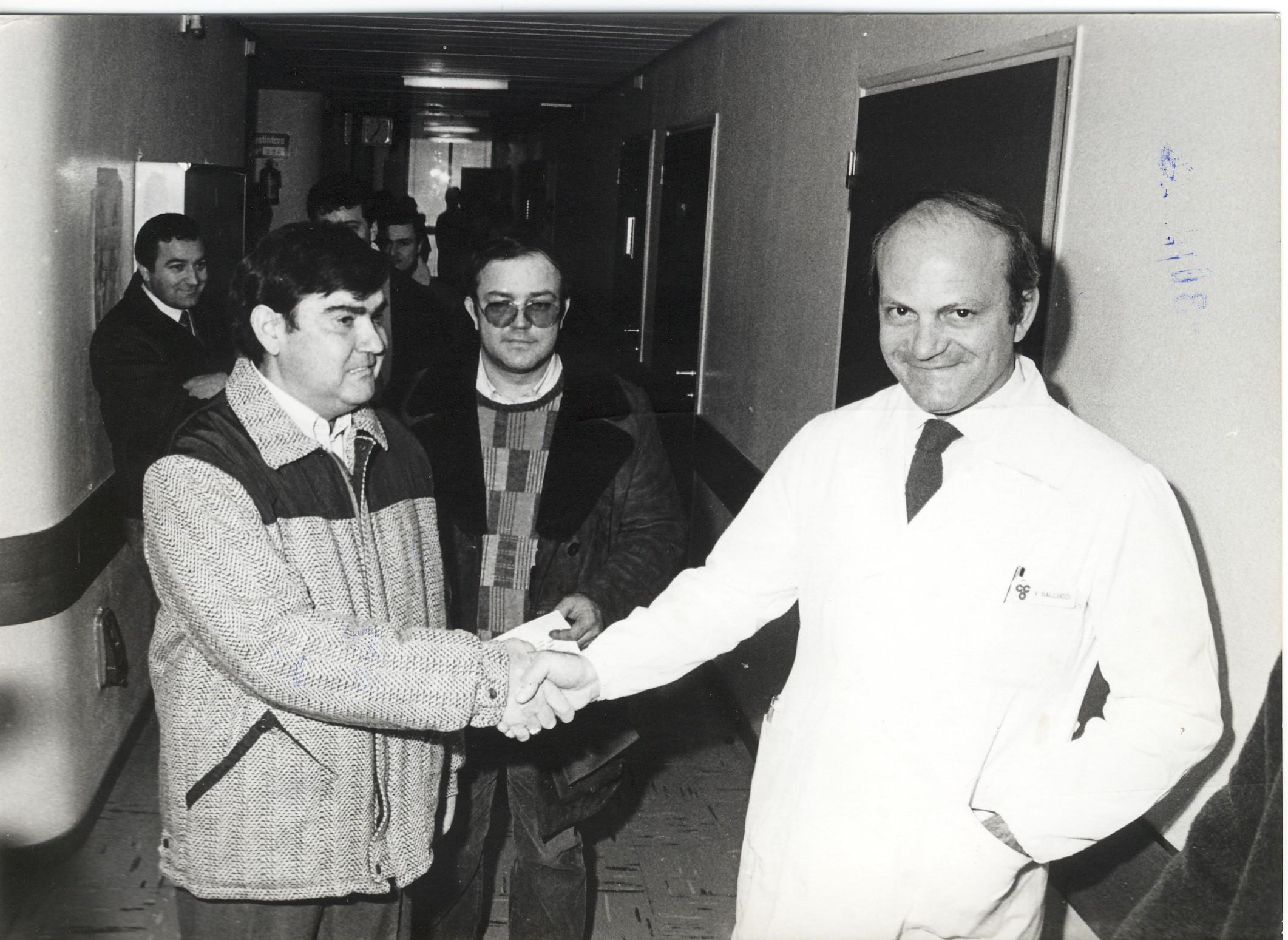
La stretta di mano tra il professor Gallucci e Ilario Lazzari

Il 18 novembre 1985 Ilario Lazzari fece la sua prima intervista, aiutato dal professor Vincenzo Gallucci che gli tenne il microfono. Il primo trapianto di cuore in Italia durò in totale appena tre ore. Alle 7 del mattino del 14 novembre 1985 il nuovo cuore infilato nel petto di Ilario funziona perfettamente, consentendo di tornare alla circolazione normale. Il decorso post-operatorio del falegname di Vigonovo non si dimostra semplicissimo. Quattro fialette rosse, contenenti un siero antilinfocitario prodotto iniettando linfociti umani nei cavalli e inviati da Charles Bibier da Stanford, producono a Ilario una reazione allergica. Lazzari fu anche costretto a un successivo ricovero al Policlinico di Milano per una epatite. Probabilmente è qui, oppure successivamente quando torna per un ulteriore ricovero al Policlinico di Padova, che gli fu praticata una trasfusione con sangue infetto. Insieme a lui, a essere colpita dal virus dell'AIDS (HIV), anche una ragazza. Le sacche hanno l'identica provenienza, il Centro Trasfusionale di Milano da dove arrivarono, ma anche da Verona, gran parte delle donazioni per l'ospedale di Padova. Ilario Lazzari morirà il 12 giugno 1992 a causa di una grave infezione broncopolmonare causata dall'AIDS. 

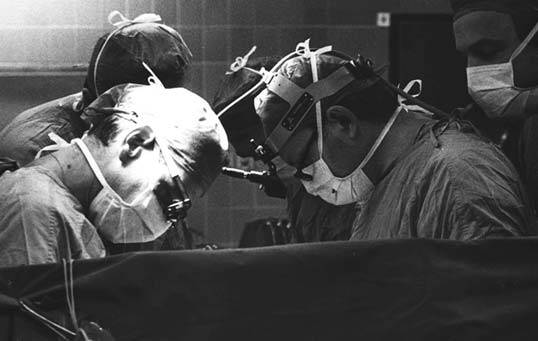
Operazione Gallucci-Stellin

#### Il primo doppio intervento in Europa

##### L'operazione
Il 16 febbraio 1986 un cardiologo di Taranto inviò a Padova un paziente complesso, Francesco Scarpetta, di 44 anni, di origine pugliese, da circa un mese ricoverato in gravi condizioni nel reparto di cardiochirurgia con precedenti infarti al miocardio multipli, un cuore non più rivascolarizzabile e un'irreversibile insufficienza della funzione renale. Nel 1984 un infarto lo aveva lasciato vivo, dopo diciassette giorni di coma.
Su Scarpetta, qualche settimana dopo, furono trapiantati un cuore e un rene prelevati nel corso della notte al Policlinico di Milano da una donna di 29 anni, morta per un'emorragia cerebrale. Fu il primo trapianto cuore-reni eseguito in Europa, un grande successo tecnico e organizzativo di due équipe: quella cardiochirurgica del professor Vincenzo Gallucci e quella trevigiana del professor Tommaso Tommaseo, che ha inserito il rene nuovo.

##### Decorso post operatorio
Undici ore dopo l'intervento, Francesco Scarpetta uscì dalla sala operatoria, addormentato e intubato. Il torace gli era stato chiuso solo superficialmente, perché esisteva qualche problema di adattabilità, tanto che solo giorni dopo vennero suturati anche gli strati sottocutanei.
I medici non si sbilanciarono sul decorso post-operatorio. Successivamente Scarpetta finì nelle mani dell'immunologo, il professor Gasparotto e per due mesi fu ricoverato a Padova.

### Morte
Il 10 gennaio 1991, mentre Gallucci ritornava da Bergamo dopo un intervento chirurgico, venne coinvolto in un incidente stradale lungo l'Autostrada A4 alle 21:45. Il professore si trovava a bordo di una Mercedes insieme ai colleghi Giovanni Stellin e Ugo Livi. Alla progressiva chilometrica 68+800 Stellin perse il controllo dell'auto e la Mercedes collise violentemente con la parte anteriore contro il sicurvia metallico posto ai margini del piano viabile. Gallucci morì sul colpo, mentre i due collaboratori riportarono numerose fratture. Secondo la perizia di Piero Pasqualetto, il conducente Giovanni Stellin non percepì una ruota sgonfia dell'autovettura a causa della mancanza di idroguida, un sistema che permette di correggere la traiettoria a vettura dritta.

## Riconoscimenti

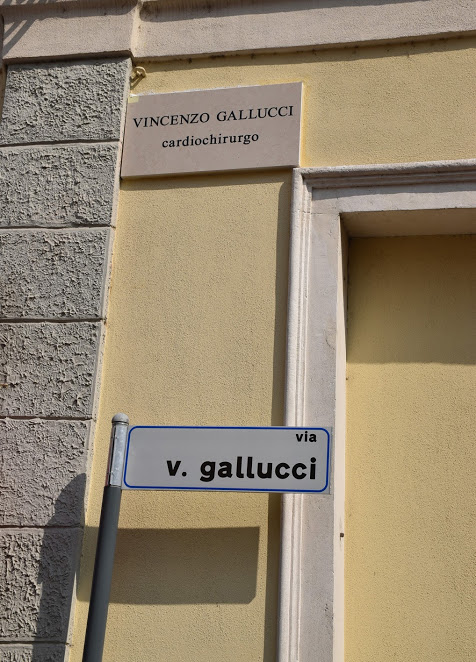
Via nel centro di Padova dedicata a V. Gallucci

Decine gli attestati di stima nel lungo carteggio che si trovano nell'archivio storico professionale del professor Gallucci. E le firme sono quelle dei maggiori protagonisti della cardiochirurgia mondiale, come JJ. G. Cannon, I. W. Rankin, Paul W. Sanger, B. L. Galusha, Michael E. DeBakey, Francis Robiscek, Aldo Castaneda, Harold V. Liddle, Thomas D. Bartley, Quentin R. Stiles.
Scrisse il professor Cevese nella relazione del luglio 1979:
(Professor Cevese)
Il Centro di Cardiochirurgia dell'Azienda Ospedaliera di Padova è dedicato alla sua memoria e racchiude al suo interno gli istituti di Cardiochirurgia, di Cardiochirurgia Pediatrica e di Cardiologia, rispettivamente diretti dai professori Gino Gerosa, Giovanni Stellin e Domenico Corrado.
Claudio Villa ebbe una smisurata ammirazione per il cardiochirurgo mantovano, dovuta al grande successo conseguente la riuscita del primo trapianto di cuore. Lo stesso, in quei giorni, dichiarò ai giornali che nel momento della morte avrebbe donato il suo cuore proprio a Vincenzo Gallucci.
(Claudio Villa)
Alla presenza delle massime autorità cittadine e accademiche, oltre che ai figli di Gallucci, venne intitolato un tratto di via Cesare Battisti a Padova, che inizia dall'incrocio con via Ospedale e che si conclude nel parco Treves, al professor Vincenzo Gallucci.